# Artur Köllensperger

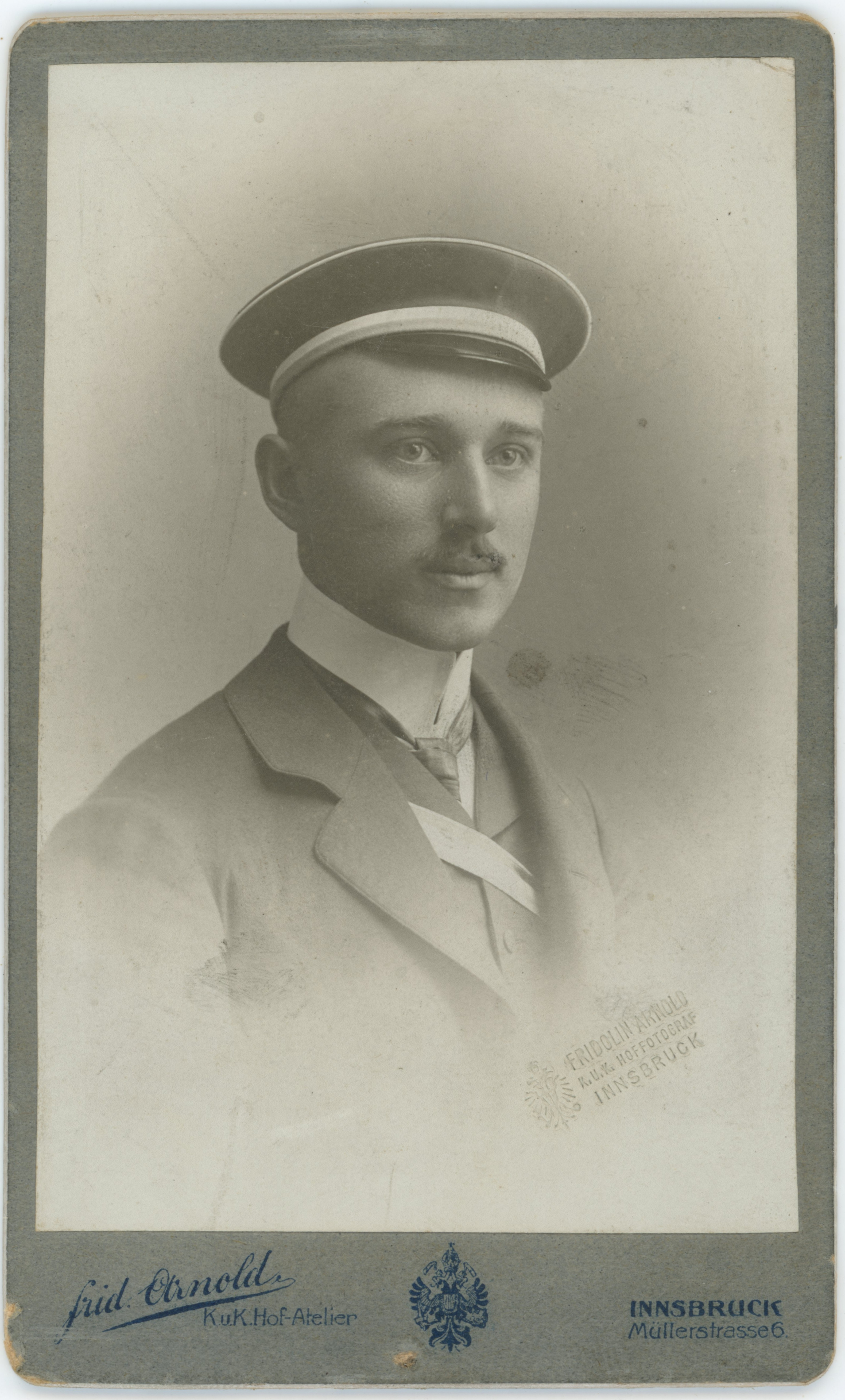
Artur Köllensperger

Artur Köllensperger (* 14. November 1884 in Innsbruck; † 12. Juni 1946 im Speziallager Nr. 1 Mühlberg) war ein österreichischer Richter am Obersten Gerichtshof in Wien und am Reichsgericht in Leipzig.

## Leben
Der katholische Arztsohn studierte an der Universität Innsbruck Rechtswissenschaft. 1906 wurde er Mitglied des Corps Gothia Innsbruck. Er legte die judizielle Staatsprüfung 1908 „mit gutem Erfolg“ ab und wurde zum Doktor der Rechte promoviert. 1912 absolvierte er die Richteramtsprüfung „mit sehr gutem Erfolg“. So wurde er 1913 zum Richter für den Oberlandesgerichts-Sprengel Innsbruck ernannt. Im selben Jahr heiratete er in Bozen Martha Tschurtschenthaler, die Tochter des Kreisgerichtspräsidenten Karl Tschurtschenthaler. Am 24. Mai 1914 wurde Köllensperger als Referent des Jugendfürsorgevereins Innsbruck zum Schriftführer des „Ersten Mädchenschutztages für Tirol und Vorarlberg“ in Innsbruck gewählt.
Im Ersten Weltkrieg war Köllensperger zunächst Leutnant, ab 1915 Oberleutnant der Reserve des 4. Tiroler Kaiserjäger-Regiments, später Hauptmann der Reserve. 1918 erhielt er eine Stelle als Richter in Kufstein.  Ende Mai 1919 ernannte man ihn zum Bezirksrichter. 1920 wurde er von Kufstein zum Landesgericht Innsbruck versetzt. 1923 wurde Köllensperger zum Oberlandesgerichtsrat befördert. Ein Jahr später wurde er Rat der 2. Standesgruppe am Landesgericht Innsbruck. 1925 wurde er zum Beisitzer des österreichisch-italienischen Schiedsgerichts bestellt. 1927 folgte die Beförderung zum Senatsvorsitzenden der 3. Standesgruppe beim Landesgericht Innsbruck. Ende März 1932 ernannte man ihn zum Vizepräsidenten des Innsbrucker Landesgerichts. Den Sprung an den Obersten Gerichtshof in Wien schaffte er als Hilfsrichter Ende April 1933. Die Ernennung zum Rat des Obersten Gerichtshofes erfolgte am 2. Mai 1933. Von Ende Februar 1934 bis 1938 engagierte er sich für die Vaterländische Front (VF). Ab 1937 war er Mitglied des Obersten Gefällsgerichtes. Im März 1937 war er Dienststellenleiter der VF beim OGH.
Nach dem Anschluss Österreichs wurde er am 14. März 1939 zum Reichsgerichtsrat ernannt und begann am 1. April 1939 seine Tätigkeit am Reichsgericht in Leipzig. Er war im VI. und III. Strafsenat sowie zuletzt im II. Zivilsenat tätig. Bis 31. März 1941 war er Mitglied des Patengerichtshofes für Österreich.
Köllensperger wurde im August 1945 in Leipzig vom Volkskommissariat für innere Angelegenheiten verhaftet und ohne Anklage oder Urteil in das sowjetische Speziallager Nr. 1 Mühlberg verbracht, wo er im Juni 1946 verstarb.

## Ehrungen
- Militär-Verdienstmedaille (Österreich)  1915[8]
- Kriegsverdienstkreuz (1939) II. Klasse mit Schwertern